# Donna Culver Krebbs
Donna Culver Krebbs is een personage uit de Amerikaanse soapserie Dallas. De rol werd vertolkt door actrice Susan Howard. Donna was oorspronkelijk een gastpersonage in een episode in maart 1979, maar haar rol werd zo gesmaakt dat ze uiteindelijk werd teruggehaald in december 1979 tot februari 1980 en daarna van november 1980 en tot 1987 toen haar contract niet vernieuwd werd. Howard weet deze beslissing aan het feit dat ze gekant was tegen de pro-abortus verhaallijn die eerder speelde.

## Personagebeschrijving
Donna is een intelligente mooie vrouw die getrouwd is met de veel oudere senator Sam Culver, oud-gouverneur van Texas. Tijdens haar huwelijk begint ze een affaire met Ray Krebbs, die voorman is op de Southfork Ranch van de Ewings. Hoewel ze verliefd is op Ray besluit ze bij Sam te blijven omdat hij stervende is. Na de dood van Sam flakkerde hun romance weer op al werd het al snel duidelijk dat er grote verschillen waren tussen hen aangezien Ray een gewone cowboy was en Donna een mondaine vrouw. Ray vraagt haar ten huwelijk maar Donna vindt dit te snel na de dood van Sam. Hun relatie wordt beëindigd en Donna verdwijnt enkele maanden van het toneel.
Ze helpt haar stiefzoon Dave Culver bij zijn politieke carrière en begint zo een affaire met Cliff Barnes, die voor Dave werkt. Echter nadat Dave verhuist naar Washington en Bobby Ewing wordt aangevoerd om hem te vervangen is de relatie voorbij. Intussen had Ray ontdekt dat hij een zoon was van Jock Ewing en dus geen gewone cowboy meer was. Hij en Donna namen de draad weer op en in februari 1981 trouwden ze. Na de dood van Jock en een zakelijke mislukking verliep het huwelijk minder goed en Ray had een affaire, maar ze verzoenden zich uiteindelijk en bleven bij elkaar.
Enkele jaren later besloten ze dan toch uit elkaar te gaan, hoewel Donna net ontdekte dat ze zwanger was. Donna ontdekte dat ze zwanger was een baby die aan het syndroom van Down leed en besloot het kind te houden, ondanks druk van Ray voor een abortus. Op een rodeo kreeg Donna een stamp van een stier in haar maag waardoor ze een miskraam kreeg. Hierna adopteerde zij en Ray een dove jongen in 1985. Nadat Patrick Duffy besloten had om terug te keren naar Dallas moest er iets op gevonden worden om zijn dood een jaar eerder te verklaren. Men vond er niets beter op dan dat het hele achtste seizoen door Pamela gedroomd werd. Hierdoor was Donna aan de start van het nieuwe seizoen nog steeds zwanger en had ze nooit een miskraam gekregen. Ze besloot van Ray te scheiden en verhuisde naar Washington D.C. om te lobbyen voor de olie-industrie. Ze kreeg een dochter, Margaret, vernoemd naar Ray's moeder. Donna verloofde zich met senator Andrew Dowling, haar laatste optreden was in seizoen 9 aflevering 251.